# Iskatelei
Iskatelei (russisch Искателей) ist eine Siedlung städtischen Typs in Nordwestrussland. Der Ort gehört zum Autonomen Kreis der Nenzen innerhalb der Oblast Archangelsk und hat 6881 Einwohner (Stand 14. Oktober 2010). Er befindet sich im Sapoljarny rajon (wörtlich Transpolar-Rajon).

## Geographie
Iskatelei grenzt nördlich an die Stadt Narjan-Mar, der Hauptstadt des Autonomen Kreises der Nenzen. Die Oblasthauptstadt Archangelsk befindet sich etwa 665 Kilometer südwestlich der Siedlung. Die nächstgelegene Stadt neben Narjan-Mar ist Ussinsk in der Republik Komi, welche circa 270 km südöstlich liegt. Etwa 17 Kilometer vor Narjan-Mar wird die Petschora durch eine große Flussinsel in die Große Petschora und die Kleine Petschora aufgespalten. Iskatelei befindet sich rechtsseitig der Großen Petschora, etwa 90 Kilometer vor deren Mündung in die Petschorabucht der Barentssee.

## Geschichte
Iskatelei entstand im Jahr 1968 ursprünglich als Arbeitsbasis für die Erkundung von Erdöl- und Erdgasvorkommen.
Im Jahr 1982 erhielt Iskatelei den Status einer Siedlung städtischen Typs. Bis zum Jahr 2005 war die Siedlung der Verwaltung Narjan-Mars unterstellt. Mit der munizipalen Verwaltungsreform im Jahr 2005 wurde die Siedlung selbstständig. Bis heute ist Iskatelei die einzige Siedlung städtischen Typs im Autonomen Kreis der Nenzen.

## Einwohnerentwicklung
Die folgende Übersicht zeigt die Entwicklung der Einwohnerzahlen von Iskatelei.
| Jahr | Einwohner |
| ---- | --------- |
| 1989 | 8672      |
| 2002 | 6981      |
| 2010 | 6881      |

Anmerkung: Volkszählungsdaten

## Wirtschaft und Infrastruktur
Die Erdöl- und Erdgasindustrie bilden nach wie vor den wichtigsten Wirtschaftszweig in Iskatelei.
Wie auch Narjan-Mar verfügt Iskatelei über keinerlei Straßenanbindungen mit anderen russischen Städten. Es bestehen allerdings Planungen für den Bau einer Straßenanbindung von Narjan-Mar nach Ussinsk. Das wichtigste überregionale Verkehrsmittel ist der Luftverkehr über die Flughäfen in Narjan-Mar und der ländlichen Siedlung Amderma. Es bestehen regelmäßige Flugverbindungen nach Moskau, Sankt Petersburg, Archangelsk und Petschora. Der Schiffstransport spielt ebenfalls eine wichtige Transportrolle, kann aber auf Grund des Zufrierens der Petschora nur von Frühjahr bis Herbst erfolgen.